# ネウボラナース
ネウボラナース（芬: Terveydenhoitaja）は、北欧諸国において妊娠期から就学前までの子どもと家族の健康保健活動を行う専門職。
「保健師」と直訳されることもあるが、ネウボラナースは母子保健の専門職であり日本の保健師と違いがある。

## 業務
フィンランドのネウボラ（Neuvola）は、neuvo（情報、アドバイス）に―la（場所を意味する語）を組み合わせたフィンランド語で日本語に直訳すると相談室である。ネウボラは市の保健センターのほか学校区毎に設置されており、公的サービスであるが民間委託されている施設もある。ネウボラでの検診やカウンセリングは、ネウボラナース、医師、ネウボラ心理士、ソーシャルワーカーが対応している。
ネウボラには母親ネウボラ（マタニティネウボラ、Äitiysneuvolat）と子どもネウボラ（Lastenneuvolat）があるが、マタニティ・子どもネウボラ（Äitiys-ja lastenneuvolat）として統合する施設も多くなっている。ネウボラナースは予約制で検診を行う（電話相談や家庭訪問も含む）。

## 育成
ネウボラナースになるには、4年制大学（カレッジ）を修了し、現場での実習（1回6～7週間）を数回行う。